# Организация за забрана на химическите оръжия
Организацията за забрана на химическите оръжия (ОЗХО) е междуправителствена организация и орган за изпълнение на Конвенцията за химическите оръжия (КХО), която е в сила от 29 април 1997 г. ОЗХО има 193 държави-членки. Седалището ѝ е в Хага, Холандия. Организацията наблюдава глобалните усилия за постоянно и проверимо премахване на химическите оръжия. 
Организацията насърчава и проверява спазването на Конвенцията за химическите оръжия, която забранява използването на химически оръжия и изисква тяхното унищожаване. Проверката се състои както от оценка на декларациите от държавите-членки, така и от инспекции на място.
На 11 октомври 2013 г. Норвежкият Нобелов комитет обявява, че ОЗХО е носител на Нобеловата награда за мир за „мащабна работа за премахване на химическите оръжия“. Освен това комисията посочва, че „Последните събития в Сирия, където отново бяха използвани химически оръжия, подчертаха необходимостта от увеличаване на усилията за премахване на такива оръжия.“ До септември 2014 г. ОЗХО наблюдава унищожаването на около 97 процента от декларираните химически оръжия на Сирия.

## История
Хага е избрана за седалище на организацията след успешно лобиране от страна на холандското правителство, в конкуренция с Виена и Женева. Централата на организацията е в близост до конгресния център на Световния форум (където се провежда годишната конференция на държавите-страни) и склад за оборудване и лаборатория в Рейсвейк. Централата е официално открита от кралица Беатрикс на 20 май 1998 г. и се състои от осеметажна сграда, построена в полукръг. В задната част на сградата има постоянен паметник на всички жертви, отворен за обществеността.
През юни 2018 г. ОЗХО гласува да разшири собствените си правомощия, като си предоставя правомощия да отправя обвинения за нарушение на разпоредби на Конвенцията за химическите оръжия.
През ноември 2019 г. С единодушно съгласие на държавите-членки на ОЗХО химическите агенти „Новичок“ са добавени към „списъка на контролираните вещества“ на КХО „в една от първите големи промени в договора, откакто е сключен през 90-те години“ в отговор на отравянията през 2018 г. в Обединеното кралство.

## Отношения с ООН
Въпреки че ОЗХО не е специализирана агенция на ООН, тя си сътрудничи както по политически, така и по практически въпроси като свързана организация. На 7 септември 2000 г. ОЗХО и Организацията на обединените нации подписват споразумение за сътрудничество, в което се посочва как трябва да координират своите дейности. Освен това инспекторите на ОЗХО пътуват с паспорти на ООН, в които е поставен стикер, обясняващ тяхната длъжност, привилегии и имунитет.

## Членство
Всичките 193 страни по Конвенцията за химическите оръжия автоматично стават членове на ОЗХО. Други държави, които имат право да станат членове, са държавите-членки на ООН: Израел е подписала държава, която не е ратифицирала Конвенцията; и Египет, Северна Корея и Южен Судан, които нито са подписали, нито са се присъединили към Конвенцията. Палестина е последната държава, която представи инструмента си за присъединяване към Конвенцията. На 21 април 2021 г. Сирия е лишена от правото си на глас в ОЗХО, след като е установено, че сирийските сили многократно са използвали отровен газ по време на гражданската война в Сирия. Мнозинството от две трети от членовете гласуваха за незабавно отнемане на привилегиите на Сирия в агенцията.

## Ръководство
Към 2023 г. организацията се ръководи от генералния директор, посланик Фернандо Ариас от Испания.
Генералният директор се назначава директно от общото събрание за максимум два четиригодишни мандата. Исторически списък на генералните директори е показан по-долу.
| Държава   | Име             | Начало на мандата |
| --------- | --------------- | ----------------- |
| Бразилия  | Жозе Бущани     | 13 май 1997 г.    |
| Аржентина | Рохелио Пфиртер | 25 юли 2002 г.    |
| Турция    | Ахмет Узюмджю   | 25 юли 2010 г.    |
| Испания   | Фернандо Ариас  | 25 юли 2018 г.    |